# Valle Amauta
Valle Amauta, también llamado Amauta, es una localidad del distrito de Ate, en la ciudad de Lima, capital del Perú. Limita al este, con la localidad de Santa Clara y Vitarte. Tiene una población de más de 51 mil habitantes.

## Turismo
- Huaca Monterrey 1[9][10][11][12]

## Educación

#### Instituciones educativas
- IE 1262 "El Amauta José Carlos Mariátegui"
- IE 1285-216 "Amauta B"
- IE Rubén Darío
- IE Gotitas del saber